# Serranía de Chiribiquete
Serranía de Chiribiquete är en ås i Colombia. Den ligger i den centrala delen av landet, 400 km söder om huvudstaden Bogotá.